# Studentenorchester Münster
Das Studentenorchester Münster e.V. wurde 1976 von Studierenden der Universität Münster in Münster gegründet. Heute besteht es aus etwa 70 Mitgliedern, die sich aus Studierenden der Universität, der Musikhochschule Münster und auch Berufstätigen zusammensetzen und ist Mitgliedsorchester der Jeunesses Musicales Deutschland.

## Das Orchester
Schon bald nach seiner Gründung konnte sich das Studentenorchester als fester Bestandteil des kulturellen Lebens der Westfälischen Wilhelms-Universität sowie der Stadt Münster etablieren, die halbjährlich stattfindenden Konzerte sind längst zur Tradition geworden. Sie zeigen jeweils das während des Semesters erarbeitete Programm, welches neben Solokonzerten und sinfonischen Werken auch zeitgenössische Kompositionen und Beiträge anderer künstlerischer Bereiche wie Film, Tanz oder Pantomime umfasst. Neben den Semesterabschlusskonzerten wirkt das Studentenorchester immer wieder bei Oratorienkonzerten mit.
Seit einigen Jahren wird das Orchester durch die Rolf-Dierichs-Stiftung gefördert.

## Jugendarbeit
Seit 1988 haben sich die Konzerte für Kinder zu einem weiteren Schwerpunkt in der Arbeit des Orchesters entwickelt, die seit dem ebenfalls regelmäßig einmal im Semester stattfinden. Im Rahmen dieser Kinderkonzerte wurden zwei Kinderkonzerttourneen durch Südtirol unternommen, die das Orchester in den Jahren 1999 und 2000 mit seinem ehemaligen Dirigenten Joachim Harder und dem Musikpädagogen Hermann Große-Jäger unternahm.

## Konzertreisen
Konzertreisen mit sinfonischem Programm führten das Studentenorchester außerdem in den vergangenen Jahren mehrfach in den Süden Spaniens, zum 20-jährigen Bestehen 1996 nach Japan und 2001 zum 25-jährigen Bestehen mit seinem damaligen Dirigenten Dirk Kaftan nach Venezuela. Dort musizierte es unter anderem gemeinsam mit dem knapp 250 Mitglieder zählenden Nationalen Venezolanischen Kinderorchester und spielte Konzerte u. a. in Caracas, Mérida und Puerto La Cruz.
Nach einer Reise nach Saragossa (Spanien) im Jahr 2005, wo das SOM unter anderem Teile seines preisgekrönten Schumann-Programms, sowie Stücke des vorangegangenen Semesterprogramms aufführte, folgte 2006 eine weitere Spanienfahrt, diesmal nach Murcia.
Im September/Oktober 2007 fuhr das Orchester nach Norditalien in die Lombardei und spielte Konzerte unter anderem in Arona, Sondalo und in der zur Zeit der Reise gerade neu eröffneten Chiostro di S. Antonio in Morbegno.
Im April 2015 war das Studentenorchester Münster Teilnehmer des 2. Europäischen Studentenorchester-Festivals in Leuven, Belgien.

## Wichtige Konzerte und Produktionen

### CD-Produktionen
1997 nahm das Studentenorchester eine CD mit Werken von Alban Berg, Leonard Bernstein und Alexander Glasunow auf. Eine zweite CD-Aufnahme erfolgte im Jahr 2003 unter der Leitung von Dirk Kaftan mit Werken von Erich Wolfgang Korngold, Rolf Liebermann und der 5. Sinfonie von Ludwig van Beethoven. Die neueste Produktion aus dem Jahr 2013 umfasst eine Aufnahme der 5. Sinfonie von Peter Tschaikowsky unter der Leitung von Cornelius During.

### Kooperationen und Sonderkonzerte
- 2001, Konzert für Kinder auf Anfrage des WDR beim Westfälischen Musikfest in Iserlohn mit Dirk Kaftan als Dirigenten und dem Kabarettisten Herbert Feuerstein als Sprecher in Peter und der Wolf
- 2002, Teilnahme an der Schubertiade der Städtischen Bühnen Münster
- 2003, Zusammenarbeit mit dem Theater Bielefeld und dem Jugendtanztheater des Theaters Bielefeld: Francis Poulencs Die Geschichte von Babar, dem kleinen Elefanten[5]
- 2007, das Orchester spielt unter Ulrich Kern im Rahmen eines Benefizkonzertes für Unicef die Peer-Gynt-Suite von Edvard Grieg.[6][7]

## Preise
- 4. Orchesterwettbewerb Nordrhein-Westfalen für Laienorchester in Bielefeld (1995)
Mit 24,6 von 25 möglichen Punkten erlangt das Studentenorchester den ersten Platz
- Endausscheidung auf Bundesebene in Gera (1996)
Das als Landessieger (s. o.) teilnehmende Studentenorchester Münster erreicht den zweiten Platz.
- Deutscher Jugendorchesterpreis 2004/2005 "Musik Plus", Jeunesses Musicales Deutschland
Das Studentenorchester erhält bei dem bundesweit ausgeschriebenen Wettbewerb den ersten Preis für sein Programm "Schumann, Szenen eine Ehe".[8]